# 뉴질랜드 피부병학회
뉴질랜드 피부병학회(뉴질랜드 皮膚病學會, New Zealand Dermatological Society)는 "DermNet"이라는 홈페이지 때문에 뉴질랜드 외부에 가장 많이 알려진 의학 기관으로, DermNet은 많은 피부 상태에 대한 사진과 설명을 제공한다. 이 웹사이트는 1996년에 시작되었다.
이는 왕립 오스트랄라시안 내과 대학(Royal Australasian College of Physicians)의 회원이다.

## 참고 문헌
1. ↑  PMID 12855043
2. ↑  “New Zealand Dermatological Society Incorporated”. 2007년 10월 8일에 원본 문서에서 보존된 문서. 2007년 12월 10일에 확인함.